# Erythrolamprus
Erythrolamprus é um gênero de cobras da família Dipsadidae, conhecidas comumente como falsas-corais, nativas da América do Sul.

## Espécies
Seis espécies são reconhecidas.
- Erythrolamprus aesculapii (Linnaeus, 1766)
- Erythrolamprus bizona Jan, 1863
- Erythrolamprus guentheri Garman, 1883
- Erythrolamprus mimus (Cope, 1868)
- Erythrolamprus ocellatus W. Peters, 1868
- Erythrolamprus pseudocorallus Roze, 1959

## Mimetismo
O padrão de coloração dessas serpentes imita a de cobras-corais simpátricas, e é considerada um tipo de mimetismo. Entre todas as falsas-corais, as do gênero Erythrolamprus são as que mais se assemelham às corais-verdadeiras.